# Margaret Cousins
Margaret Elizabeth Cousins (de soltera Gillespie, también conocida como Gretta Cousins (Boyle, 7 de noviembre de 1878 - Adyar, 11 de marzo de 1954) fue una educadora, sufragista y teósofa irlandesa. Emigró a India en 1915 donde fue activa en los movimientos de defensa de los derechos de las mujeres y en movimientos nacionalistas. Fue la primera mujer magistrada en India. En 1927 fue cofundadora de la primera organización de defensa de los derechos de las mujeres en India: la Conferencia de Mujeres de Toda la India (AIWC) en 1927. 
Se le atribuye la preservación de la melodía del himno nacional indio Jana Gana Mana según las notas proporcionadas por el propio Tagore en febrero de 1919, durante la visita de Rabindranath Tagore al Madanapalle College. Fue miembro del comité que presentó la Bandera Nacional a la Asamblea Constituyente el 14 de agosto de 1947.

## Biografía
Margaret Gillespie, nació en el seno de una familia protestante irlandesa, en Boyle, condado de Roscommo donde estudió durante los primeros años hasta trasladarse al Victoria High School for Girls en Derry. Estudió música en la Real Academia de Música de Dublín y se graduó en 1902 en la Real Universidad de Irlanda y se convirtió en maestra. Siendo estudiante conoció al poeta y crítico literario James Cousins, con quien se casó en 1903. La pareja exploró junta el socialismo, el vegetarianismo y la parapsicología . En 1906, después de asistir a una reunión de la Conferencia Nacional de Mujeres en Mánchester, Cousins se unió a la rama irlandesa de la NCW. En 1907, ella y su esposo asistieron a la Convención de Londres de la Sociedad Teosófica, y fue en Londres donde contactó con sufragistas, vegetarianos, protectores de animales y ocultistas.
Cousins era vegetariana y fue oradora de la Sociedad Vegetariana en 1907. También se implicó con la Sociedad Vegetariana Irlandesa. Cousins cofundó la Liga de Franquicias de Mujeres Irlandesas con Hanna Sheehy-Skeffington en 1908, y se desempeñó como su primera tesorera. En 1910 fue una de las seis mujeres de Dublín que asistieron al Parlamento de Mujeres, que intentó marchar hacia la Cámara de los Comunes para entregar una resolución al Primer Ministro. Tras el arresto de 119 mujeres cuando marchaban hacia la Cámara de los Comunes, 50 de las cuales necesitaron tratamiento médico, las mujeres decidieron romper las ventanas del número 10 de Downing Street, la residencia oficial del primer ministro. Cousins fue arrestada y sentenciada a un mes en la prisión de Holloway .
De vacaciones con el poeta WB Yeats en 1912, Cousins y su esposo escucharon a Yeats leer traducciones de poemas de Rabindranath Tagore . En 1913, al romper las ventanas del castillo de Dublín durante la lectura de la Segunda Ley de Autonomía, Cousins y otras sufragistas fueron arrestadas y sentenciadas a un mes en la cárcel de Tullamore . Las mujeres exigieron ser tratadas como prisioneras políticas, y se declararon en huelga de hambre para lograr su liberación.
En 1913, ella y su marido se trasladaron a Liverpool, donde James Cousins trabajaba en una fábrica de comida vegetariana. En 1915 optaron por viajar a la India. James Cousins inicialmente trabajó para New India, el periódico fundado por Annie Besant ; después de que Besant se viera obligada a despedirlo por un artículo que elogiaba el Alzamiento de Pascua, lo nombró vicedirector del nuevo Madanapalle College, donde Margaret enseñaba inglés.
En 1916, se convirtió en la primera miembro no india de la Indian Women's University de Pune. En 1917 Cousins cofundó la Women's Indian Association con Annie Besant y Dorothy Jinarajadasa. Editó el periódico de la WIA, Stri Dharma. En 1919–20 fue la primera Directora de la National Girls' School (Escuela Nacional de Niñas) en Mangalore. 
En 1922, se convirtió en la primera magistrada honoraria en la historia de la India bajo el dominio británico. Fue en el tribunal de Saidapet (en Madrás).
Siempre preocupada por la situación de las mujeres y su bienestar, en 1927 fue co-fundadora de la primera organización india en defensa de los derechos de las mujeres de India, All India Women's Conference, asumiendo la presidencia en 1936. Aunque su tendencia política inicial era moderada la organización pronto cambió y se alineó con el Programa Constructivo de Gandi. Durante su presidencia, Cousins defendió los derechos políticos de todas las mujeres (urbanas y rurales) de la India y el fin del sometimiento interno y externo de las mujeres. Estas peticiones quedaron recogidas en la revista Roshni fundada por la AIWC en 1941.
En 1932 fue arrestada y encarcelada por hablar en contra de las Medidas de Emergencia. A fines de la década de 1930, fue consciente de la necesidad de dar paso a las feministas indias:

Anhelaba estar en la lucha, pero tenía la sensación de que las líderes del movimiento indias que ahora estaban pasando al frente ya no requerían, ni deseaban, mi participación directa.

Fue miembro del Comité de Presentación de la Bandera, un comité de 74 mujeres indias dirigido por Hansa Mehta en la Asamblea Constituyente. El comité presentó la Bandera Nacional de la India en nombre de las mujeres de la India a la Cámara el 14 de agosto de 1947.
Un derrame cerebral dejó a Cousins paralizada desde 1944 en adelante. Pasó sus últimos años recluida en la Sociedad Teosófica de Adyar y recibió apoyo financiero del gobierno de Madrás y más tarde de Jawaharlal Nehru, en reconocimiento a sus servicios a la India. Murió en 1954. Sus manuscritos están dispersos en varias colecciones en el mundo.

## Obra
- The Awakening of Asian Womanhood,   (Madras: Ganesh, 1922)
- The music of Orient and Occident; essays towards mutual understandings, (Madras: B.G. Paul, 1935)
- Indian womanhood today, (Allahabad: Kitabistan, 1941)
- (con James Cousins) We Two Together, Madras: Ganesh, 1950